# 保罗·梅西耶
保罗·梅西耶（Paul Mercier，1962年7月13日—），美国编剧、导演、演员、配音演员。他主要以在《生化危机4》中为里昂·S·肯尼迪配音和在《SOCOM: U.S. Navy SEALs》系列游戏中为Specter配音而知名。曾于英国伦敦的皇家莎士比亚公司培训三年。另外，他还为《生化危机：恶化》中的里昂、《热忱祈祷》中的Alexander Campbell配了音。